# Hazza-Bin-Zayed-Stadion
Das Hazza-Bin-Zayed-Stadion (englisch Hazza Bin Zayed Stadium; arabisch استاد هزاع بن زايد) ist ein Fußballstadion in der Stadt al-Ain, Emirat Abu Dhabi, Vereinigte Arabische Emirate. Es ist Eigentum und die Heimspielstätte des Fußballclubs al Ain Club, der in der höchsten Liga des Landes, der UAE Arabian Gulf League, spielt. 

## Geschichte
Der Bau des Hazza-Bin-Zayed-Stadions wurde im Juli 2012 in Auftrag gegeben. Für die Errichtung hatte das Unternehmen BAM Sports mit Beteiligung anderer Firmen nur 16 Monate Zeit. Der Entwurf stammt von dem in London ansässigen Architekturbüro Pattern Design Limited. Die Arbeiten wurden im Dezember 2013 abgeschlossen. Im Januar 2014 wurde das Stadion mit dreitägigen Feierlichkeiten eingeweiht. Es bietet Platz für 25.000 Zuschauer, die sich auf 21.658 Sitzplätze und 3.342 Business- sowie Logenplätze aufteilen. Die Fassade ist an die Struktur eines ortsüblichen Palmstammes angelehnt. Sie lässt sich in verschiedenen Farben beleuchten. Das Stadion wurde mit 612 weißen PTFE-Membran-Paneelen, die auf einem schwarzen Stahlrahmen montiert sind, verkleidet. Sie lassen sich einzeln öffnen und tragen zur Belüftung der Spielstätte bei. Für die geschwungene Dachkonstruktion waren Schlaich Bergermann Partner verantwortlich. Die Stahlkonstruktion wurde mit Membranen aus PVC und PES bespannt. Das hochaufragende Dach der Haupttribüne ist so konzipiert, dass das Spielfeld und die Tribünen zur Mittagszeit im Schatten liegen.

## Veranstaltungen
Das Spiel um den ägyptischen Fußball-Supercup 2015 zwischen al Ahly Kairo und dem al Zamalek SC (3:2) wurde am 15. Oktober des Jahres im Stadion des al Ain Club ausgetragen. Im November 2016 fand in der Sportstätte das Finalrückspiel der AFC Champions League 2016 zwischen dem al Ain Club und Jeonbuk Hyundai Motors aus Südkorea statt. Der ägyptische Fußball-Supercup 2017 fand am 12. Januar 2018 nochmals in al Ain statt. al Ahly Kairo schlug al-Masry nach Verlängerung mit 1:0. Das Hazza-Bin-Zayed-Stadion war neben dem Zayed-Sports-City-Stadion Schauplatz der FIFA-Klub-Weltmeisterschaft 2017. Auch die FIFA-Klub-Weltmeisterschaft 2018 soll im Dezember des Jahres wieder in den beiden Stadien stattfinden. Die Anlage war eines von acht Stadien, in den vier Städten Abu Dhabi, al-Ain, Dubai und Schardscha, in der die Fußball-Asienmeisterschaft 2019 stattfand.

## Galerie

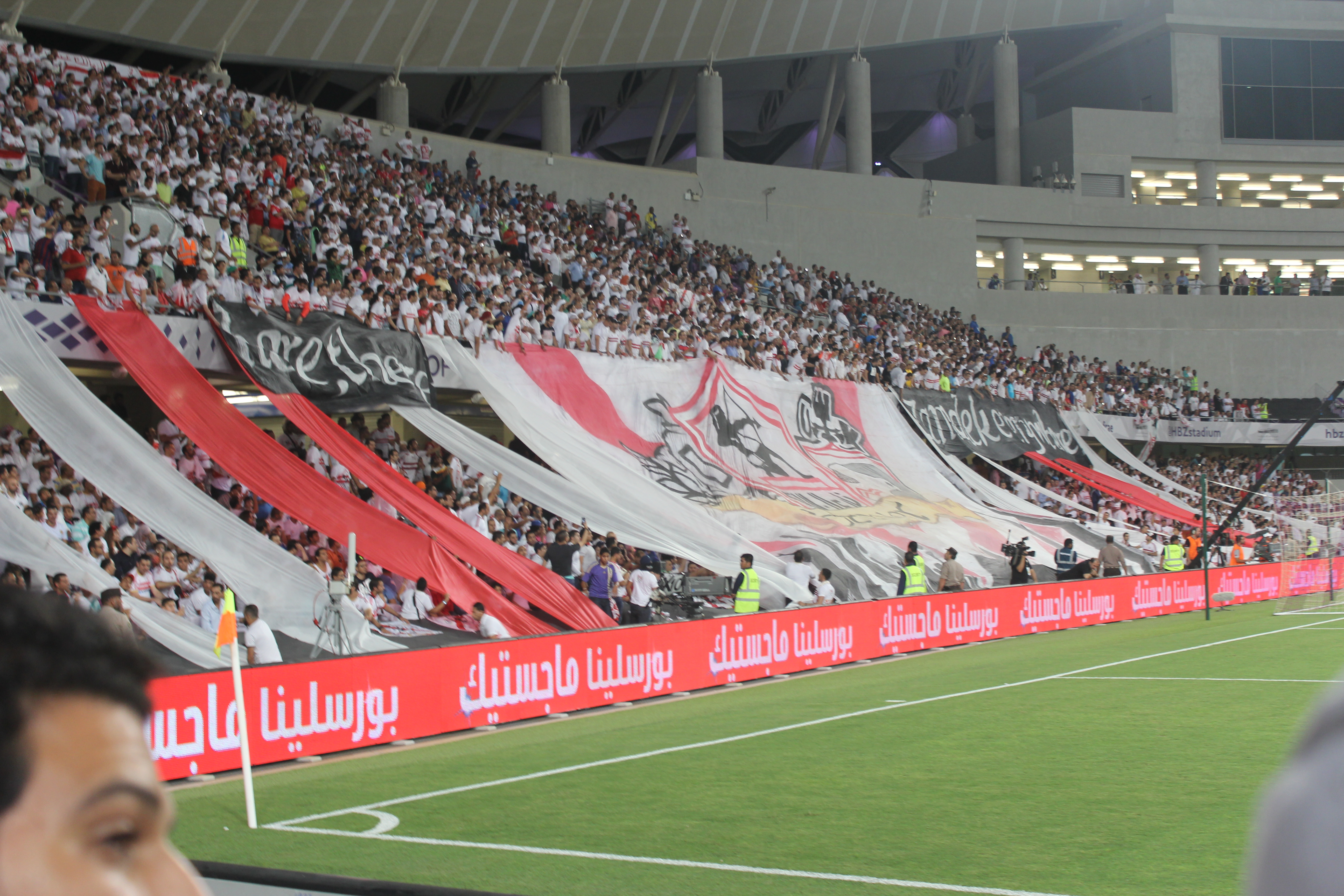
Fans des al Zamalek SC vor dem ägyptischen Fußball-Supercup 2015